# Region Värmland

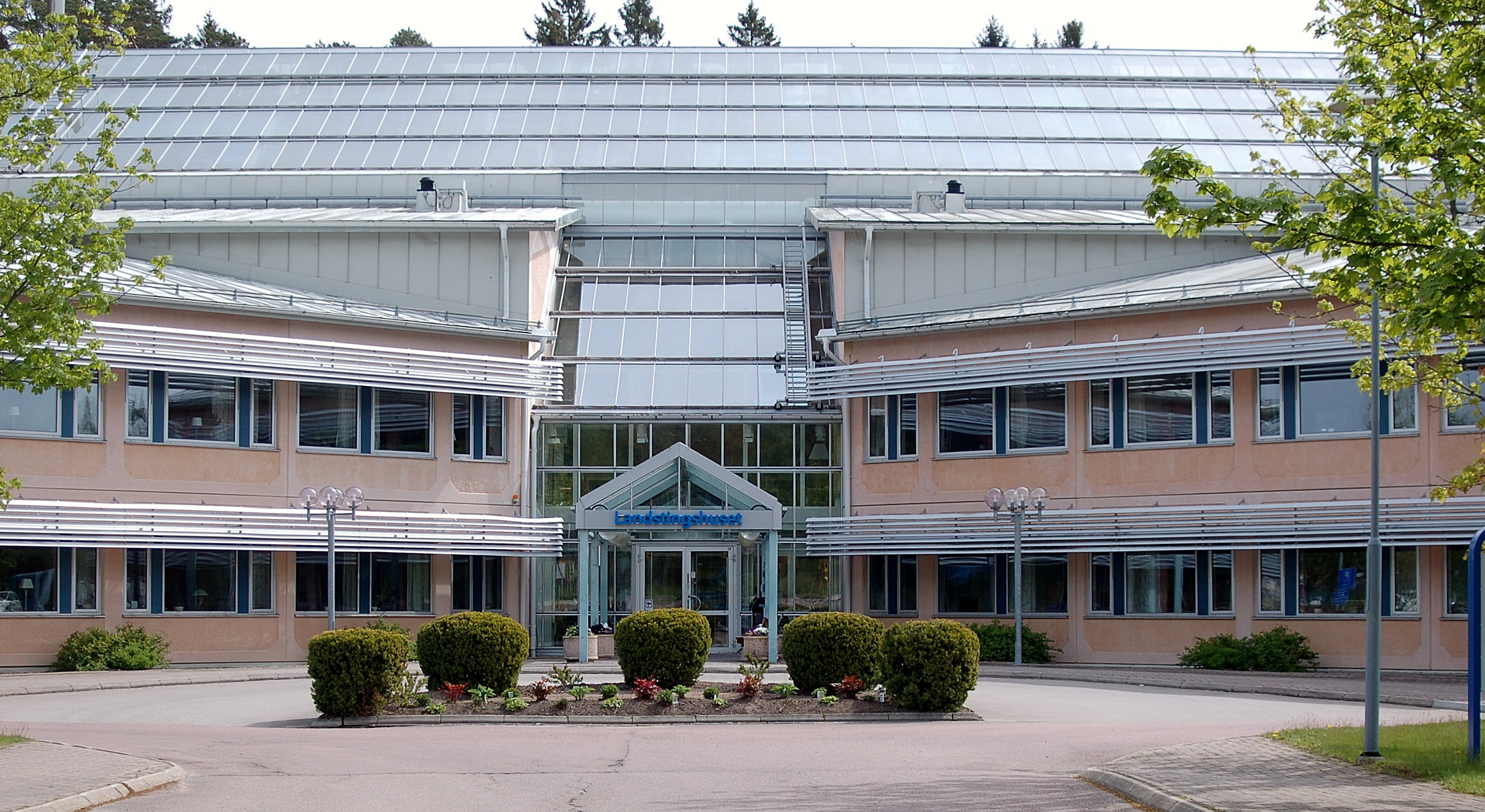
Regionens hus i Karlstad.

Region Värmland, tidigare Landstinget i Värmland och Värmlands läns landsting, är en region för de 283 384 invånarna i Värmlands län. Region Värmland ansvarar, som alla regioner, för hälso- och sjukvård. Förutom detta har regionen även ett ansvar för allmänna kommunikationer mellan länets kommuner, kulturpolitik och folkbildning. Regionen bildades 1 januari 2019 genom en sammanslagning av Landstinget i Värmland, det tidigare Kommunalförbundet Region Värmland, Värmlandstrafik och Karlstadsbuss..
Region Värmland är en av stiftarna till Stiftelsen Värmlandsoperan, Stiftelsen Värmlands museum, Stiftelsen Erlandergården och Stiftelsen för Dalslands kanals framtida bestånd, och utser några av ledamöterna i stiftelsernas respektive styrelser. Region Värmland är delägare i Almi Företagspartner.
Region Värmland ansvarar för kulturen på regional nivå, bland annat utifrån de nationella målen för kulturpolitiken samt riksdagens beslut om nationell politik inom specifika kulturområden. Statsbidrag utgår till Dans i Värmland, Länsbiblioteket i Värmland, Värmlandsarkiv, Region Värmland (för Värmlandsoperans länsmusikverksamhet) och Film i Värmland. Regionen är huvudman för fem folkhögskolor i länet.

## Ansvarsområden

### Hälso- och sjukvård
Regionen driver offentlig sjukvård i Värmlands län i form av 30 vårdcentraler och akutsjukhus i Karlstad, Arvika och Torsby.

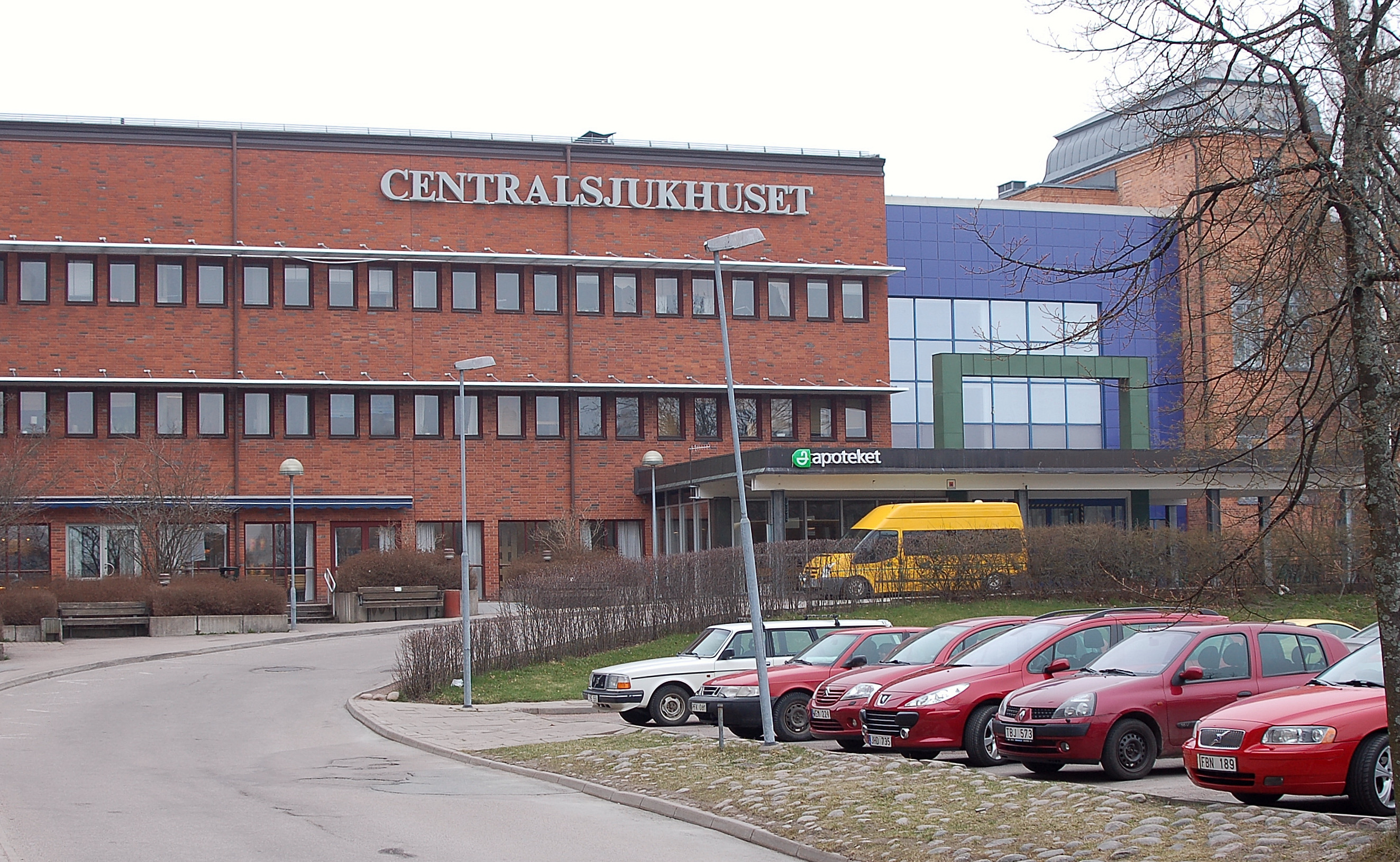
Centralsjukhuset i Karlstad
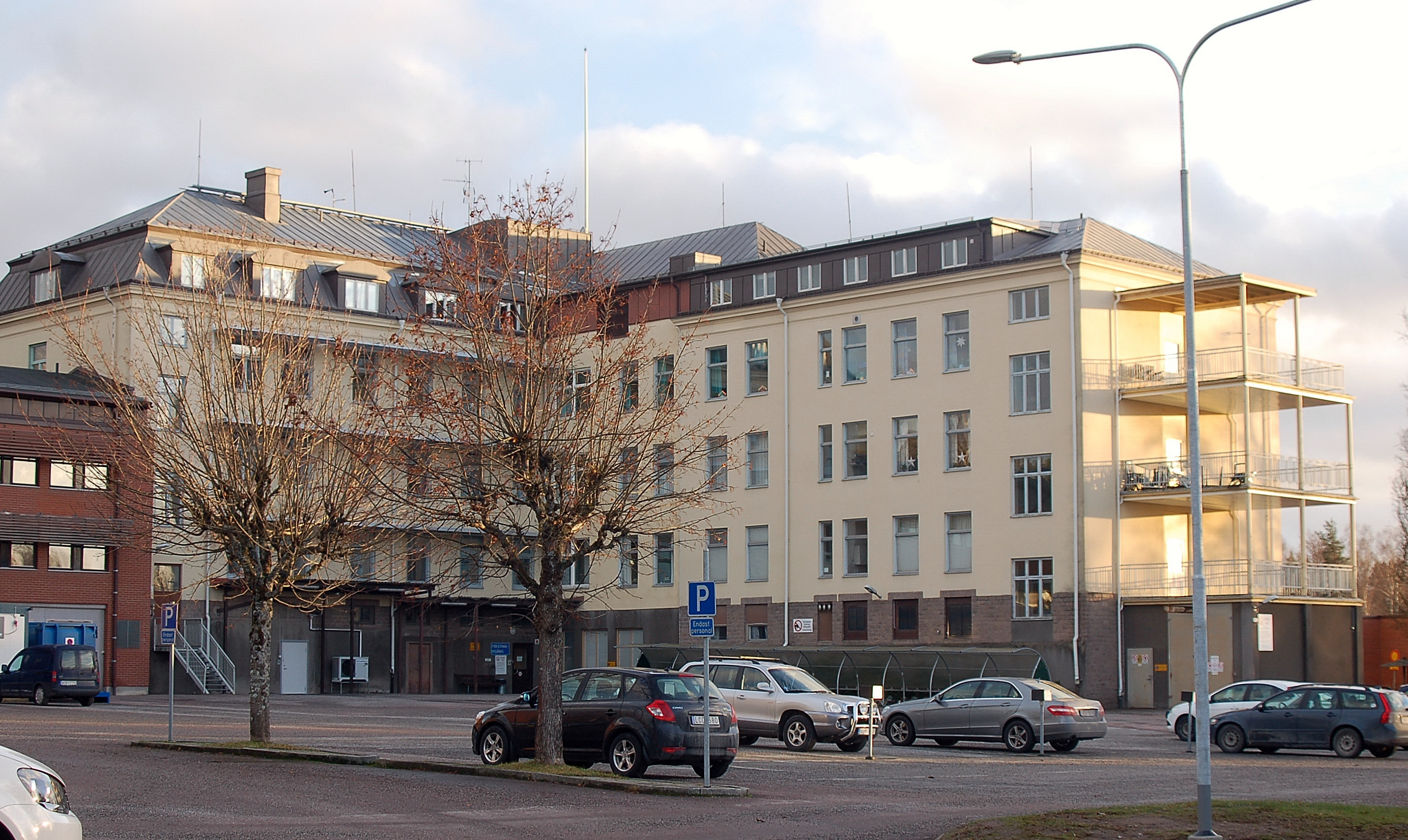
Sjukhuset Arvika

### Tandvård
Folktandvården Värmland driver allmäntandvårdskliniker i alla värmländska kommuner, sju specialistkliniker och två sjukhustandvårdskliniker i Karlstad och Arvika..

### Kommunikation och infrastruktur
Regionen ansvarar för kollektivtrafik med tåg och buss med varumärket Värmlandstrafik. Sammanlagt genomförs cirka 17 miljoner resor per år.

### Folkbildning
Region Värmland verkar för att gymnasial- och eftergymnasial utbildning och annan kompetensutveckling samordnas, utvecklas och anpassas till regionens behov. Länets fem folkhögskolor är en resurs i det regionala utvecklingsarbetet och bidrar till flera insatsområden. Skolorna genomför utbildningar för att höja utbildningsnivån inom sina upptagningsområden. Alla skolor bedriver allmän kurs. 
- Ingesunds folkhögskola
- Klarälvdalens folkhögskola (Skolans profil är vilt- och naturvård, turism och uteliv, skogsvård och socialpedagogik. Skolan finns i Torsby, Hagfors och Sunne.)
- Kristinehamns folkhögskola
- Kyrkeruds folkhögskola (Skolans profil är estetisk inom konstområdet. Skolans inriktning är att stärka rollen som konstarena lokalt, regionalt och nationellt.)
- Molkoms folkhögskola

### Utveckling och tillväxt
Under 2012-2013 samordnade Region Värmland arbetet med att ta fram en ny utvecklingsstrategi för Värmland. Över 1000 värmlänningar och över 60 organisationer och myndigheter var med och bidrog med synpunkter till strategin som beslutades av regionfullmäktige 8 november 2013. 
Värmlandsstrategin lyfter fram fyra viktiga utvecklingsområden: Livskvalitet för alla, Fler och starkare företag, Höjd kompetens på alla nivåer och Bättre kommunikationer. Inom varje område finns förslag på åtgärder som tillsammans ska göra att Värmland utvecklas och lever upp till de mätbara målen. Exempel på mål i strategin är att en ökad andel unga ska gå ut grundskolan med behörighet till gymnasiet och att restiderna med tåg och buss ska bli kortare till Oslo, Göteborg och Stockholm. Andra mål handlar om att utsläppen av växthusgaser ska minska mer i Värmland än i riket som helhet och att energieffektiviseringen ska vara högre än för riket. 
Värmlandsstrategin är hela Värmlands strategi, och det krävs att många bidrar för att den ska kunna omsättas i verklighet. Delar av ansvaret ligger främst på kommunerna, landstinget, länsstyrelsen och Region Värmland, medan andra delar ligger på Karlstads Universitet, på näringslivet eller föreningslivet. Därför kommer det att finnas en Värmlands att-göra-lista på webben, där olika parter kan anmäla vad just de planerar att göra för att uppfylla Värmlandsstrategins mål. 

### Kultur
Regionala resurscentra är en samverkande resurs för kommunerna, regionens övriga kulturliv och Region Värmland som organisation. 
- Dans i Värmland är ett regionalt resurscentrum för konstnärlig dans som arbetar för att dansen blir tillgänglig samt att medvetenheten och kunskapen om dans ökar.
- Film i Värmland är ett resurs- och utvecklingscentrum inom film. De verkar för att öka sysselsättningen inom filmsektorn och för att stärka den lokala filmkulturen – inte minst i skolan.
- Länsbiblioteket i Värmland stödjer, utreder och kompletterar den lokala biblioteksverksamheten i länet.
- Mediacenter Värmland är Värmlandskommunernas mediabank med mer än 13 000 titlar inom bland annat film och radioprogram.
- Slöjd i Värmland – regional hemslöjdsverksamhet har i uppgift att hålla intresset för hemslöjden levande.
- Ung Kultur arbetar för att unga människor i Värmland skall ha möjlighet att skapa, utveckla och utöva sin egen kultur och kunna uppleva ett rikt utbud av professionell kultur.
- Värmlandsarkiv samlar Värmlands historia i ett offentligt arkiv.

### Samverkan
- Energikontor Värmland är regionens kunskapscentrum för energifrågor. Här behandlas bland annat rådgivning, planering och affärsutveckling inom energiområdet.
- Visit Värmland har som uppgift att samordna, utveckla, utbilda och marknadsföra turistnäringen i Värmland.

## Politik

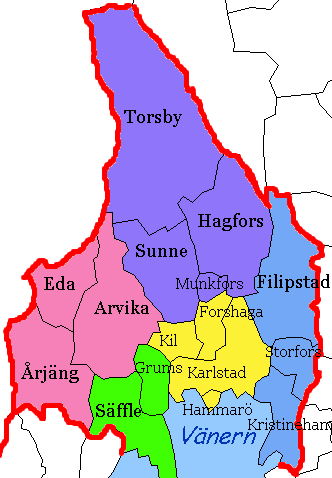
Värmlands län valkretsar vid val till Regionfullmäktige.

Region Värmland är, som alla landsting, en politiskt styrd organisation med regionfullmäktige som högsta beslutande organ. Regionstyrelsen har det verkställande politiska ansvaret och bereder ärenden som behandlas i regionfullmäktige.

### Valkretsar
Värmlands län var indelat i fem valkretsar vid landstingsvalen. 
Dessa fem valkretsar upphörde vid valet 2018. Hela länet ses därför som en enhet vilket resulterar i en rättvisare mandatfördelning.
| Östra valkretsen: - Filipstads kommun - Storfors kommun - Kristinehamns kommun Centrala valkretsen: - Karlstads kommun - Hammarö kommun - Forshaga kommun - Kils kommun | Sydvästra valkretsen: - Grums kommun - Säffle kommun Västra valkretsen: - Arvika kommun - Eda kommun - Årjängs kommun | Norra valkretsen: - Hagfors kommun - Munkfors kommun - Torsby kommun - Sunne kommun |

### Mandatfördelning i valen 1910–1966
| 5 | 18 | 10 |

| 5 | 15 | 13 |

| 7 | 13 | 13 |

| 14 | 26 | 27 |

|  | 13 |  | 22 | 29 |

| 3 | 22 |  | 23 | 10 |

| 59 |

| 7 | 22 | 4 | 14 | 12 |

| 58 |

|  | 26 | 5 | 13 |  | 11 |

| 57 |

| 29 |  | 3 | 10 |  | 15 |

| 59 |

| 28 | 3 | 5 | 10 | 13 |

| 58 |

|  | 37 | 5 | 10 | 6 |

| 55 |

|  | 34 | 7 | 9 | 8 |

| 54 |

| 7 | 28 | 9 | 10 | 6 |

| 56 |

|  | 32 | 9 | 14 | 3 |

| 55 |

|  | 40 | 8 | 12 | 11 |

| 63 |

|  | 40 | 8 | 10 | 13 |

| 63 |

|  | 42 | 8 | 10 | 9 |

| 62 |

| 3 | 35 | 12 | 10 | 10 |

### Mandatfördelning i valen 1970–2022
|  | 38 | 15 | 10 | 5 |

| 57 | 13 |

|  | 38 | 18 | 6 | 7 |

| 55 | 15 |

|  | 38 | 21 | 8 | 11 |

| 62 | 19 |

| 4 | 40 | 17 | 7 | 13 |

| 56 | 25 |

| 4 | 42 | 15 | 4 | 16 |

| 57 | 24 |

| 4 | 41 | 11 | 10 | 15 |

| 51 | 30 |

| 4 | 40 |  | 12 | 9 | 13 |

| 39 | 42 |

| 4 | 36 | 11 | 8 | 5 | 17 |

| 39 | 42 |

| 5 | 43 |  | 9 | 6 | 15 |

| 40 | 41 |

| 10 | 34 |  | 8 | 4 | 7 | 15 |

| 41 | 40 |

| 6 | 31 | 15 | 7 | 7 | 5 | 10 |

| 39 | 42 |

| 6 | 36 | 6 | 9 | 5 | 4 | 15 |

| 44 | 37 |

| 4 | 33 | 4 |  | 5 | 8 | 5 |  | 16 |

| 37 | 44 |

| 5 | 31 | 4 | 7 | 5 | 7 | 4 | 4 | 14 |

| 38 | 43 |

| 6 | 28 |  | 10 | 6 | 8 | 4 | 5 | 12 |

| 42 | 39 |

| 5 | 31 | 13 |  | 6 |  | 7 | 13 |

## Historia

### Kommunförbundet Region Värmland
Kommunförbundet Region Värmland grundades i maj 2001 som ett gemensamt politiskt organ som drevs av Värmlands läns landsting och länets sexton kommuner. Förbundet tillkom för att öka samarbetet mellan de 16 kommunerna i Värmlands län och dåvarande Värmlands läns landsting. Region Värmland skulle enligt förbundsordningen utgöra kommunernas och landstingets gemensamma organ för regional utveckling och vara huvudmännens gemensamma företrädare i dessa frågor samt ansvara för att dessa insatser samordnas.
Dåvarande regionfullmäktige bestod av 64 ledamöter, varav Värmlands kommuner tillsatte 32 ledamöter och landstinget 32 ledamöter. Regionstyrelsen bestod av tretton ledamöter. Samtliga var utsedda av de valda politikerna i landstinget och Värmlands kommuner. Regionfullmäktige utsåg en ledamot att vara ordförande och två ledamöter att vara vice ordförande i styrelsen.
Regionstyrelsen utsåg ett arbetsutskott inom styrelsen. Arbetsutskottet bestod av fem ledamöter. Regionstyrelsen valde, för den tid styrelsen bestämde, bland utskottets ledamöter en ordförande och en vice ordförande.
Kommunförbundet erhöll från och till kritik för sin organisatoriska konstruktion då det var ytterst svårt, i praktiken omöjligt, för medborgarna att i demokratiska val hålla regionens politiker ansvariga för de beslut som fattades inom förbundets områden, ex kollektivtrafik och folkbildning.